# Laurent Castro
Laurent Castro (11 dicembre 1969) è un ex giocatore di beach soccer francese, di ruolo difensore.